# 514 Armida
514 Armida este o planetă minoră (asteroid), cu un diametru de 120,093 km, din centura de asteroizi. A fost descoperită pe 24 august 1903 la Observatorul Königstuhl de Max Wolf și a fost numită după Armida⁠(d). 
Obiectul prezintă o orbită caracterizată de o semiaxă mare de 3,0480728145273 UAi, o excentricitate de 0,037047934539551, o înclinație de 3,885 ° în raport cu ecliptica.